# Le gioie del focolare
Le gioie del focolare è un film muto italiano del 1920 diretto da Baldassarre Negroni.